# Architektura starověkého Říma

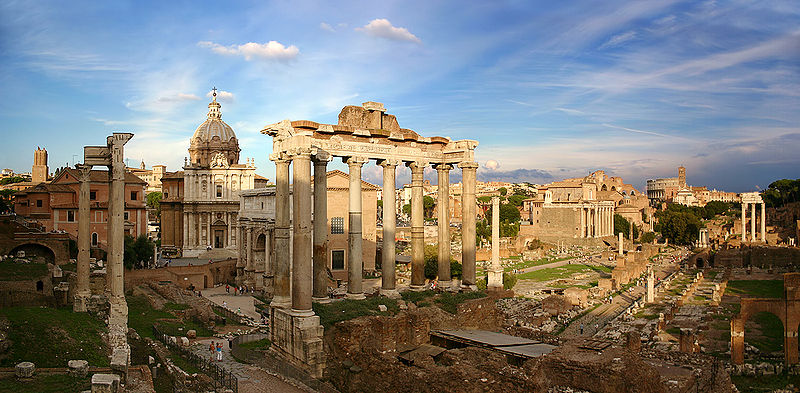
Forum Romanum bývalo středem antického Říma

Architektura starověkého Říma je z velké části přejata z antické architektury a upravena pro účely starověkého Říma, čímž vznikl nový architektonický styl. Oba styly, starověkého Řecka i Říma, jsou často[kdy?] považovány za jeden subjekt z klasické architektury. Tento přístup je občas[kdy?] považován za špatný a brání schopnosti pochopit a posoudit rozdíl mezi římskými a řeckými stavbami a jejich funkcemi, zejména pokud se spoléhá pouze na vnější vzhled. Vliv řecké architektury na římskou je patrný v mnoha ohledech. Podobně tomu bylo i u etruských sousedů a předků, od kterých Římané převzali znalosti nezbytné pro budoucí římskou architekturu, jako byla hydraulika a konstrukce oblouků.[zdroj?]
Bohatství a vysoká hustota zalidnění ve městech nutila starověký Řím k objevování nových (architektonických) řešení. Velmi zásadní byl objev betonu, což umožnilo používání klenby a oblouků a společně s dobrou znalostí stavebních materiálů, jako byl mramor a kámen, to Římanům umožnilo dosáhnout úspěchů v konstrukci převážně veřejných staveb. Známými a charakteristickými příklady mohou být akvadukty, baziliky, chrámy nebo amfiteátry římského typu. Podobné stavby byly stavěny v menším měřítku ve většině významných měst v římské říši a v mnoha případech se dochovaly až do dnešních dob. Architektura v římské říši fungovala jako propaganda a snaha ukázat světu velikost Říma, k čemuž sloužily třeba vítězné oblouky (Titův, Konstantinův, Septimia Severa). Římské stavby se nacházejí i na vzdálených koncích Říše, jako je dnešní Sýrie, Vídeň, Velká Británie, severní Afrika a další. I v těchto vzdálených provinciích se nacházejí akvadukty, silnice, kanalizace a podobně. Na území samotného Říma, jakožto centra celé říše, se nacházely největší stavby, například Pantheon, Forum Romanum, Koloseum či Circus Maximus, jež se dochovaly dodnes.

## Významné stavby
- Andělský hrad
- Caracallovy lázně
- Circus Maximus
- Domus Aurea
- Forum Romanum
- Hadriánova vila
- Hadriánův val
- Koloseum
- Pantheon
- Antické město Pompeje
- Antické město Volubilis
- Augusta Raurica
- Trajánův sloup
- Via Appia
- Via Sacra (Posvátná cesta v Římě)
- Titův vítězný oblouk